# Beaumont-en-Diois
Beaumont-en-Diois – miejscowość i gmina we Francji, w regionie Owernia-Rodan-Alpy, w departamencie Drôme.
Według danych na rok 1990 gminę zamieszkiwało 58 osób, a gęstość zaludnienia wynosiła 3 osób/km² (wśród 2880 gmin regionu Rodan-Alpy Beaumont-en-Diois plasuje się na 1560. miejscu pod względem liczby ludności, natomiast pod względem powierzchni na miejscu 529.).